# فرانک ویزبار
فرانک ویزبار (آلمانی: Frank Wisbar؛ ‏ ۹ دسامبر ۱۸۹۹ – ۱۷ مارس ۱۹۶۷) کارگردان فیلم، فیلم‌نامه‌نویس و تهیه‌کننده فیلم اهل آلمان بود.
از فیلم‌هایی که وی در آن‌ها نقش داشته‌است، می‌توان به آنا و الیزابت اشاره نمود.
وی همچنین برندهٔ جوایزی همچون جایزه فیلم آلمان شده‌است.